# Estación Simonis
Simonis es una estación en el metro de Bruselas que sirve las líneas 2 y 6 a través de dos niveles diferentes (el otro recibe el nombre de Élisabeth). Abrió sus puertas el 6 de octubre de 1982 y se encuentra al final del Boulevard Léopold II. Está cerca del Parc Élisabeth y la Basílica del Sagrado Corazón. La estación lleva el nombre del escultor belga Eugène Simonis. La estación también cuenta con autobuses, dos tranvías y la línea S-10 del servicio de cercanías S-Trein.

## Historia
En abril de 2009, como resultado de la reorganización de las líneas de metro 2 y 6 (que ahora van en una trayectoria de bucle), Simonis recibió dos nombres separados correspondientes a los dos momentos separados que las líneas llaman a esta estación:
La plataforma superior de las líneas 2 y 6 de las pistas norte-sur pasó a llamarse "Simonis (Léopold II)".
Las pistas de este a oeste de la plataforma inferior de las líneas 2 y 6 pasaron a llamarse "Simonis (Élisabeth)".
La estación de tren, la estación de tranvía 19 y las paradas de autobús conservaron el nombre antiguo, es decir, "Simonis".
En noviembre de 2013, la estación de metro fue renombrada nuevamente:
La plataforma superior, pasante, de las líneas 2 y 6 de las pistas norte-sur pasó a llamarse "Simonis".
La plataforma inferior, de fin de línea, de las pistas este-oeste de las líneas 2 y 6 se renombró a "Élisabeth".
Nada cambió para las estaciones de tren y tranvía subterráneas y las paradas de autobús sobre tierra.